# 30 Even Scarier Movie Moments
30 Even Scarier Movie Moments es una miniserie de dos partes del canal de televisión Bravo que presenta un conteo de las 30 escenas aterradoras del cine de terror. Es también una secuela de The 100 Scariest Movie Moments, del año 2006. Esta lista consiste mayormente en películas que no alcanzaron a estar en la primera lista, o películas populares que no habían salido a la fecha.
Una secuela de una hora llamada 13 Scarier Movie Moments salió en octubre de 2009.

## Lista
(NOTA: Las películas aparecen con su título original)

### Parte 1
- 30. The Grudge
- 29. Cape Fear
- 28. Cabin Fever
- 27. Slither
- 26. Play Misty for Me
- 25. Red Eye
- 24. The Hand That Rocks The Cradle
- 23. Manhunter
- 22. American Psycho
- 21. Braindead
- 20. 2001: A Space Odyssey
- 19. Fear
- 18. Army of Darkness
- 17. Christine
- 16. Saw II

### Parte 2
- 15. The Exorcism of Emily Rose
- 14. Scanners
- 13. Dawn of the Dead
- 12. Wolf Creek
- 11. The Stepford Wives
- 10. Children of the Corn
- 09. Open Water
- 08. Land of the Dead
- 07. The Devil's Rejects
- 06. Vertigo
- 05. Oldboy
- 04. Videodrome
- 03. Saw
- 02. A Clockwork Orange
- 01. Hostel

## Entrevistas
Las celebridades que fueron entrevistadas incluyen:
- Eli Roth
- Rob Zombie
- James Wan
- Maitland McDonagh
- James Gunn
- Mary Harron
- Guinevere Turner
- KaDee Strickland
- Zack Snyder
- Shade Rupe
- Jenna Fischer
- Howard Berger
- Gregory Nicotero
- Bill Moseley
- Madeline Zima
- Richard Roeper
- Cerina Vincent
- Darren Lynn Bousman
- Leigh Whannell
- Daniel Travis
- Blanchard Ryan
- Shawnee Smith
- Michael Emerson